# Grupo C40 de Grandes Cidades para a Liderança Climática

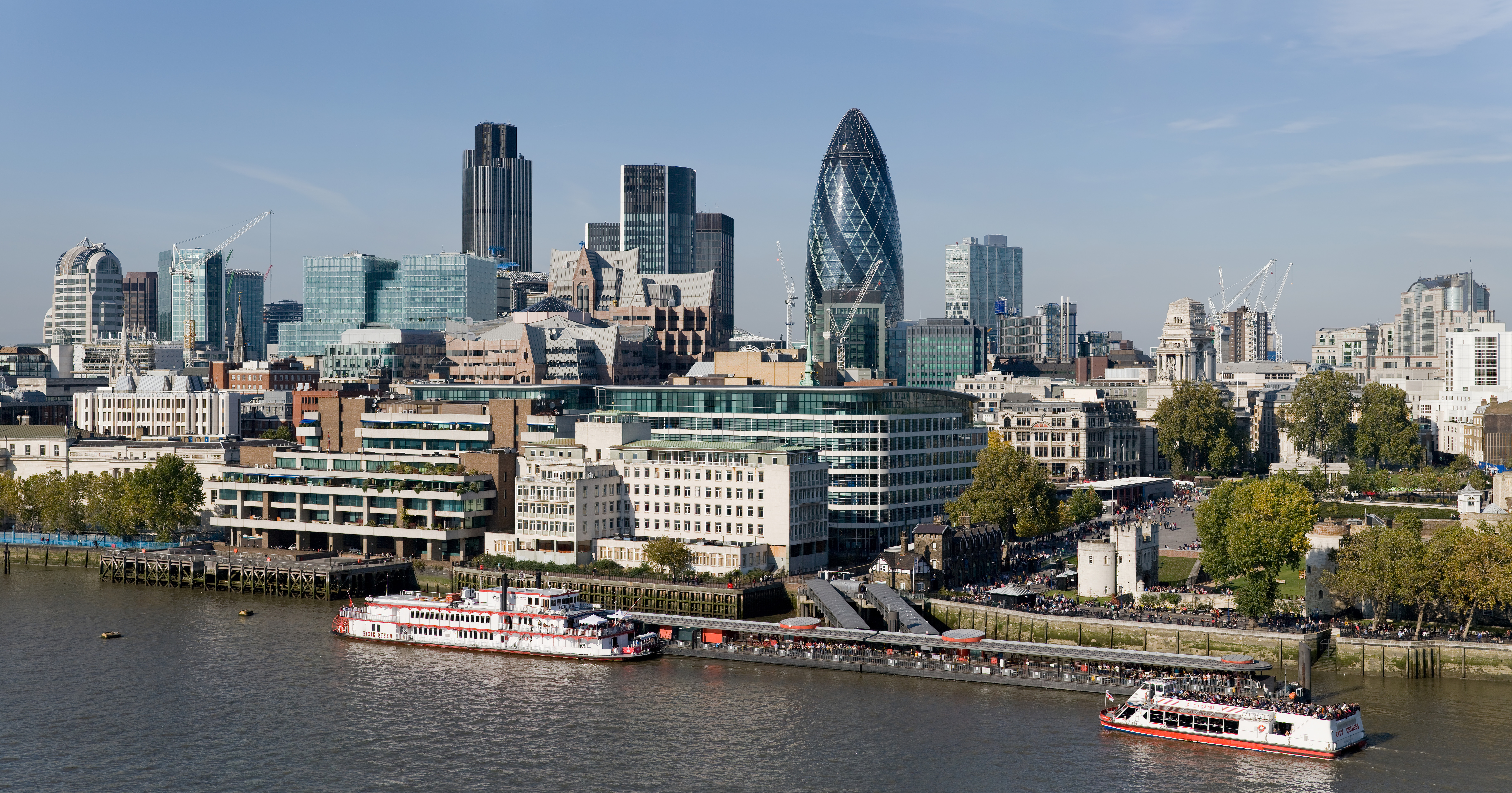
Londres, Inglaterra, sede do C40

O Grupo C40 de Grandes Cidades ou Grupo C40 de Grandes Cidades para Liderança do Clima (originalmente: C20) é um grupo de grandes cidades mundiais, empenhado em debater e combater a mudança climática.
O grupo foi fundado após uma reunião de delegações de 18 cidades em outubro de 2005. O secretariado do grupo é baseado em Londres.
O seu primeiro encontro ocorreu em Londres, em 2005, os demais encontros bianuais ocorreram em Nova Iorque, em 2007 e Seul, na Coreia do Sul, em 2009. Em 2011 o encontro foi em São Paulo, onde ocorreu entre os dias 31 de Maio e 2 de Junho.

## Membros
| Addis Abeba Atenas Bangkok Berlim Bogotá Buenos Aires Cairo Caracas Chicago Cidade do México | Daca Filadélfia Hanói Hong Kong Houston Istambul Jacarta Johannesburgo Karachi Lima | Lisboa Londres Los Angeles Madrid Melbourne Moscou Mumbai Nova Delhi Nova Iorque Paris | Pequim Rio de Janeiro Roma Salvador São Paulo Seul Shangai Sydney Tóquio Toronto Varsóvia |

Fonte:

## Cidades Afiliadas
| Amesterdão Austin Barcelona Changwon | Copenhage Curitiba Estocolmo Heidelberg | Lagos Nova Orleães Portland Roterdão | Salt Lake City São Francisco Seattle Yokohama |